# Selvazzano Dentro
Selvazzano Dentro – miejscowość i gmina we Włoszech, w regionie Wenecja Euganejska, w prowincji Padwa.
Według danych na rok 2004 gminę zamieszkiwało 19 175 osób, 1009,2 os./km².